# Kanton Pont-Aven
Pont-Aven is een voormalig kanton van het Franse departement Finistère. Het kanton maakte deel uit van het arrondissement Quimper. Het werd opgeheven bij decreet van 13 februari 2014 met uitwerking op 22 maart 2015. Alle gemeenten zijn opgenomen in het nieuwe kanton Moëlan-sur-Mer.

## Gemeenten
Het kanton Pont-Aven omvatte de volgende gemeenten:
- Moëlan-sur-Mer
- Névez
- Pont-Aven (hoofdplaats)
- Riec-sur-Belon